# Manuel Muñoz Monasterio
Manuel Muñoz Monasterio (Madrid, 14 de mayo de 1903 - Madrid, 1 de abril de 1969) fue un arquitecto español. Entre sus obras figuran: Plaza de toros de Las Ventas (iniciada por José Espelius Anduaga), Parque Deportivo Puerta de Hierro, Estadio Santiago Bernabéu (en colaboración con Luis Alemany Soler) , Estadio Ramón de Carranza (con Manuel Fernández Pujol), Estadio Ramón Sánchez-Pizjuán y Hotel Pez Espada de Torremolinos (con Juan Jáuregui Briales). Como urbanista redactó, en 1942, el Plan General de Cuenca (ver Historia del urbanismo en España), participó en el proyecto de ordenación (1944) de la hoy Plaza del Ayuntamiento alicantina -junto con Miguel López González- llevado a cabo tras la Explosión de una armería en Alicante (1943), en 1954 redactó el Plan General de Alineaciones de Logroño y, en 1956, el Plan General de Ordenación Urbana de Benidorm
. En su honor una glorieta, en el madrileño distrito de Hortaleza, lleva su nombre además de una calle en la localidad onubense de Ayamonte.